# So weit … – Best Of
So weit … – Best Of ist das zweite Kompilationsalbum von Marius Müller-Westernhagen, das im November 2000 erschien.

## Entstehung und Veröffentlichung
Die Erstveröffentlichung von So weit … – Best Of erfolgte am 27. November 2000 bei WEA Records. Das Album erschien in seiner Originalausführung als CD mit 18 Titeln (Katalognummer: 8573-85488-2). Am gleichen Tag erschien auch eine Deluxeversion mit Bonusalbum, das weitere elf Titel beinhaltete (Katalognummer: 8573 85478-2).
Die Kompilation enthält neben bereits veröffentlichten Liedern auch die zwei neuen Stücke Du bist nicht allein und Rosanna. Nimm mich mit erschien bereits auf dem Album Live (September 1990), wurde aber hierfür neu aufgenommen. Steh’ auf erschien bereits auf dem Album Jaja (März 1992), wurde aber für die Kompilation leicht verändert. Hier ist jetzt deutlich der Gesang eines Chors im Refrain zu hören. Die Stücke der Bonus-CD waren ebenfalls bereits zuvor veröffentlicht worden. Bei Kein Gefühl handelt es sich jedoch nicht um die erstmals auf dem Album Lausige Zeiten (Februar 1986) erschienene Fassung, sondern um eine Neuaufnahme, die im Rahmen der Aufnahmesessions für das Album Affentheater (August 1994) entstand.
Geschrieben wurden alle Lieder alleine von Müller-Westernhagen selbst. Lediglich bei dem Lied Wir waren noch Kinder, von der Deluxeversion, fungierte mit Peter Hesslein ein Koautor bei einem Titel mit. Müller-Westernhagen zeichnete auch für Teile der Produktion verantwortlich, hierbei wurde er durch Lothar Meid, René Tinner und Pete Wingfield unterstützt.

## Titelliste
| Standardversion 1. Du bist nicht allein – 4:40 2. Rosanna – 5:05 3. Sexy – 5:30 4. Mit 18 – 5:09 5. Lass uns leben – 4:20 6. Willenlos – 3:25 7. Es geht mir gut – 4:47 8. Nimm mich mit (2000) – 6:25 9. Freiheit – 2:34 10. Fertig – 3:16 11. Mit Pfefferminz bin ich dein Prinz – 2:45 12. Wieder hier – 6:29 13. Schweigen ist feige – 3:29 14. Rosi (Männer sind so schwach) – 4:36 15. Weil ich dich liebe – 4:45 16. Steh’ auf – 4:28 17. Geiler is’ schon – 2:18 18. Johnny W. – 3:25 | Deluxeversion (Bonusalbum) 1. Nur ein Traum 2. Rosamunde 3. Taximann 4. Tanz mit dem Teufel 5. Supermann 6. Wir waren noch Kinder (Text: Müller-Westernhagen, Musik: Hesslein) 7. Krieg 8. Ganz und gar 9. Ladykiller 10. Kein Gefühl (Affentheater-Session) 11. Durch deine Liebe |

## Rezeption
Laut.de titelte „Glanz und Elend liegen mitunter nahe beieinander“ und stellte heraus, dass die Auswahl der Stücke zwar durchaus gelungen, jedoch nicht vollständig sein – vor allem die „Rock'n'Roll Phase Westernhagens“ sei „etwas unterrepräsentiert“.
Auch Rolling Stone lobte die Auswahl der Doppel-CD, kritisierte jedoch die beiden neuen Stücke als „zwei weichgespülte Bücklinge vor den Bedürfnissen des gleich geschalteten Formatradios“ und kam zu dem Schluss:

„Immerhin sind sämtliche Westernhagen-Alben remastered worden, so dass man sich auch heute noch einen Eindruck davon verschaffen kann, wie der Marius klang, als er noch nicht ganz ‚so weit‘ war. Freunde dieser Zeit werden das ‚Best Of‘ verschmähen, das Publikum der späteren Jahre freut sich indes über die Gabe unterm Weihnachtsbaum.“

## Kommerzieller Erfolg

### Chartplatzierungen
| ChartsChartplatzierungen | Höchstplatzierung | Wochen |
| ------------------------ | ----------------- | ------ |
| Deutschland (GfK)        | 2 (36 Wo.)        | 36     |
| Österreich (Ö3)          | 5 (16 Wo.)        | 16     |
| Schweiz (IFPI)           | 13 (10 Wo.)       | 10     |

| ChartsJahrescharts (2000) | Platzierung |
| ------------------------- | ----------- |
| Deutschland (GfK)         | 90          |

| ChartsJahrescharts (2001) | Platzierung |
| ------------------------- | ----------- |
| Deutschland (GfK)         | 15          |
| Österreich (Ö3)           | 34          |

### Auszeichnungen für Musikverkäufe
Das Album verkaufte sich laut Schallplattenauszeichnungen alleine in Deutschland über eine Million Mal, womit es zu den meistverkauften Musikalben des Landes der 2000er-Jahre zählt.
| Land/Region        | Auszeichnungen für Musikverkäufe (Land/Region, Auszeichnung, Verkäufe) | Verkäufe    |
| ------------------ | ---------------------------------------------------------------------- | ----------- |
| Deutschland (BVMI) | 7× Gold                                                                | 1.050.000   |
| Europa (IFPI)      | Platin                                                                 | (1.000.000) |
| Österreich (IFPI)  | Gold                                                                   | 25.000      |
| Insgesamt          | 2× Gold · 7× Platin ·                                                  | 1.075.000   |